# 싸이언 (토이캅 대원)
싸이언은 토이캅의 여성 메카이다. 차량모델은 현대 유니버스를 베이스로 한 경찰과학수사버스. 구조장비를 가지고 있지만 2편에서는 그냥 모습으로 했다. 성우는 이새아. 이름은 사이언으로는 표기되지 않는다.

## 작중 행적
12화에서는 하데스를 살펴본다.
15화에서는 다른 구성원들과 같이 욕조에 빠져버린다.
32화에서는 기억상실증에 걸린 토토를 보고 정신차리라고 한다.
51화에서는 좀비가 된다.
52화 : 드디어 풀린다.